# Aspidoscelis sexlineata
Los corredores de seis líneas (Aspidoscelis sexlineata) son lagartos de la familia Teiidae.
Se distribuyen por gran parte de los Estados Unidos y en los estados de Sonora y Tamaulipas (México).
Se encuentran entre los lagartos más rápidos del mundo. En distancias cortas pueden alcanzar velocidades de 30 km/h.

## Descripción
Tienen el cuerpo fino y la cola muy larga. Viven en las praderas, dunas de arena y lugares abiertos del centro-este de EE. UU.. 
Dependen exclusivamente de su velocidad para librarse de las amenazas.
Esta especie tiene particular interés entre los científicos, porque la mayoría de sus ejemplares son hembras y pueden reproducirse sin tener que emparejarse,  por partenogénesis.

## Subespecies
Hay tres subespecies reconocidas de A. sexlineata:
- Aspidoscelis sexlineata sexlineata (Linnaeus, 1766)
- Aspidoscelis sexlineata stephensae (Trauth, 1992)
- Aspidoscelis sexlineata viridis (Lowe, 1966)